# Stenonychosaurus

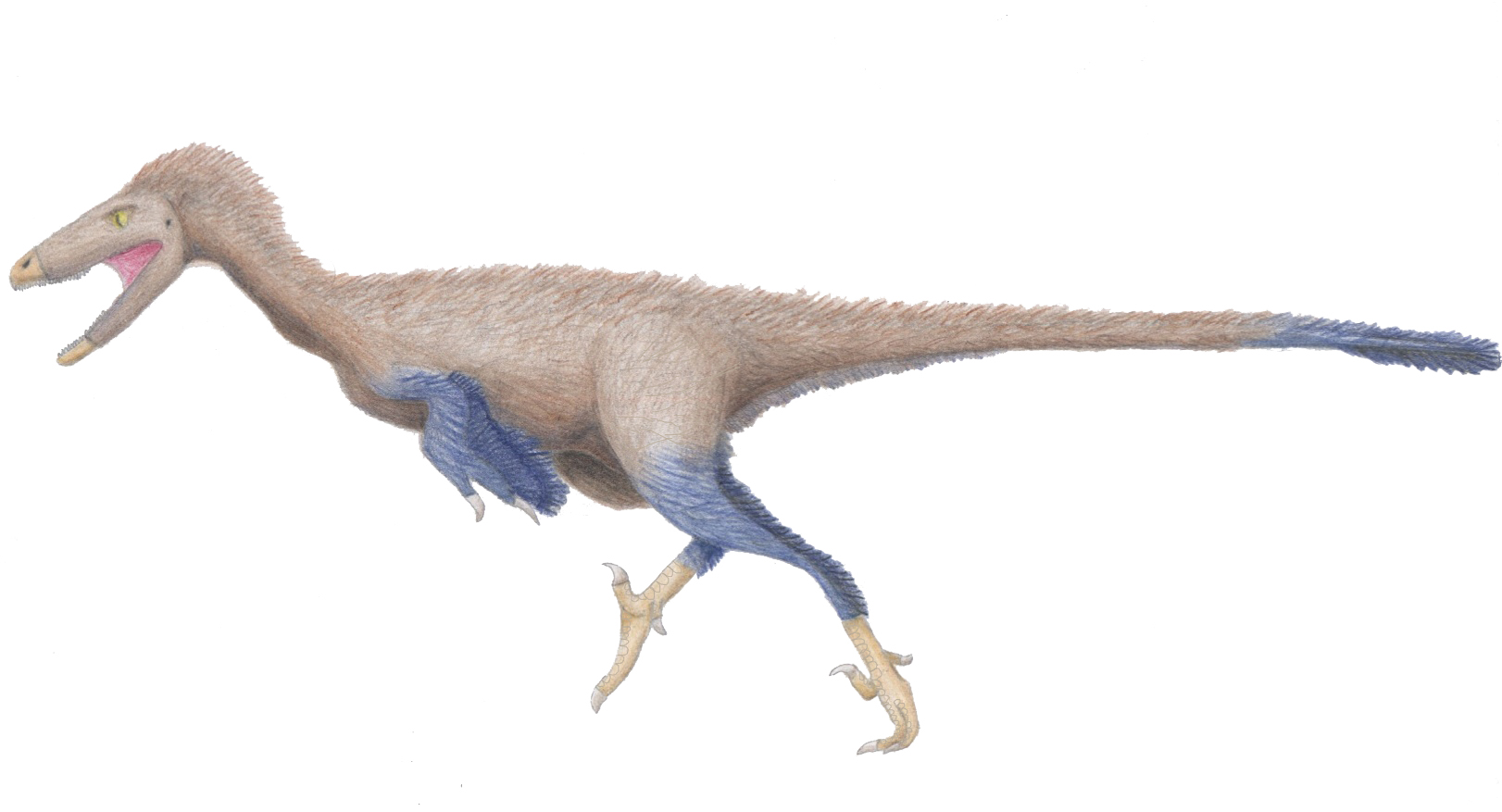
Stenonychosaurus

Stenonychosaurus inequalis is een theropode dinosauriër, behorend tot de Maniraptora, die tijdens het late Krijt leefde in het gebied van het huidige Canada.

## Vondst en naamgeving
In 1928 vond Charles Mortram Sternberg vier kilometer van de plaats waar de Berry Creek in de Red Deer uitmondt, nabij het nu verdwenen Steveville, het fragmentarische skelet van een troödontide. Sinds 1924 echter werd dat concept gebruikt voor Pachycephalosauria en C.M. Sternberg begreep niet goed met wat voor een dier hij eigenlijk te maken had. In 1932 benoemde hij de typesoort Stenonychosaurus inequalis. De geslachtsnaam is afgeleid van het Oudgriekse στεῖνος, steinos, "smal", en ὄνυξ, onyx, "klauw". De soortaanduiding betekent "ongelijk" in het Latijn. Beide namen verwijzen naar de sikkelklauw op de korte tweede teen. De klauw is opvallend overdwars afgeplat en de tweede teen korter dan de derde en vierde tenen. Sternberg wist overigens niet dat hij met een sikkelklauw van doen had, waarvan de functie bij de Paraves pas door de herbeschrijving van Deinonychus in de jaren zestig duidelijk werd. Hij vergeleek de vondst met de troödontide Saurornithoides maar meende ten onrechte dat beide dieren heel verschillend waren.
In de jaren na 1932 zou Canadees troödontide materiaal standaard aan Stenonychosaurus worden toegewezen. Dit werd dan ook een zeer bekende naam. In 1982 hernoemde Kenneth Carpenter Stenonychosaurus inequalis tot een soort van het Aziatische geslacht Saurornithoides, als een Saurornithoides inequalis. Dat heeft geen navolging gevonden. In 1987 bracht Philip John Currie al het Amerikaanse troödontide materiaal onder bij Troodon formosus. Stenonychosaurus werd dus als een jonger synoniem daarvan gezien. In het begin van de eenentwintigste eeuw drong steeds meer het besef door dat de Canadese vormen uit het Campanien afweken van Troodon formosus waarvan het holotype uit tanden uit het Maastrichtien bestond. In 2002/2003 spraken Eric Snively en Anthony P. Russell van een Troodon inequalis.
In 2017 werd bij de benoeming van Albertavenator gesuggereerd Stenonychosaurus te doen "herleven" en Troodon als een nomen dubium te beschouwen. Datzelfde jaar splitsten Aaron van der Reest en Currie het jongere materiaal uit de Megaherbivore Assemblage Zone 2 af als Latenivenatrix en erkenden het oudere materiaal als een geldige Stenonychosaurus.
Het holotype, CMN 8539, is gevonden in een laag van de Dinosaur Park Formation, in de Megaherbivore Assemblage Zone 1. Het bestaat uit een gedeeltelijk skelet zonder schedel. Bewaard zijn gebleven: het linkeronderbeen inclusief voet, twee linkermiddenhandsbeenderen, de onderste uiteinden van drie vingerkootjes en zes achterste staartwervels.
Er is tussen 1932 en 1987 veel troödontide materiaal aan Stenonychosaurus toegewezen. In 2017 werden expliciet toegewezen de specimina UALVP 52611, een schedeldak, en TMP 1986.036.0457, een hersenpan. Er werd gesuggereerd dat even oud materiaal uit de Two Medicine Formation van Montana van dezelfde soort zou zijn. Dat omvat een aantal nesten.

## Beschrijving
Stenonychosaurus is ongeveer tweeënhalve meter lang.
In 2017 werden twee onderscheidende kenmerken aangegeven. De voorkant van het derde middenvoetsbeen, als het element plat gehouden wordt, is bol tussen de distale gewrichtsknobbels. Het voorhoofdsbeen is L-vormig waarbij het raakvlak met het neusbeen ondiep van voor naar achteren golft.

## Fylogenie
C.M. Sternberg plaatste Stenonychosaurus in de Coeluridae. In 2017 werd de soort in de Troodontidae geplaatst, meer bepaald in de Troodontinae.